# Machaerium costulatum
Machaerium costulatum är en ärtväxtart som beskrevs av Velva Elaine Rudd. Machaerium costulatum ingår i släktet Machaerium och familjen ärtväxter. Inga underarter finns listade i Catalogue of Life.